# Józef Nowkuński

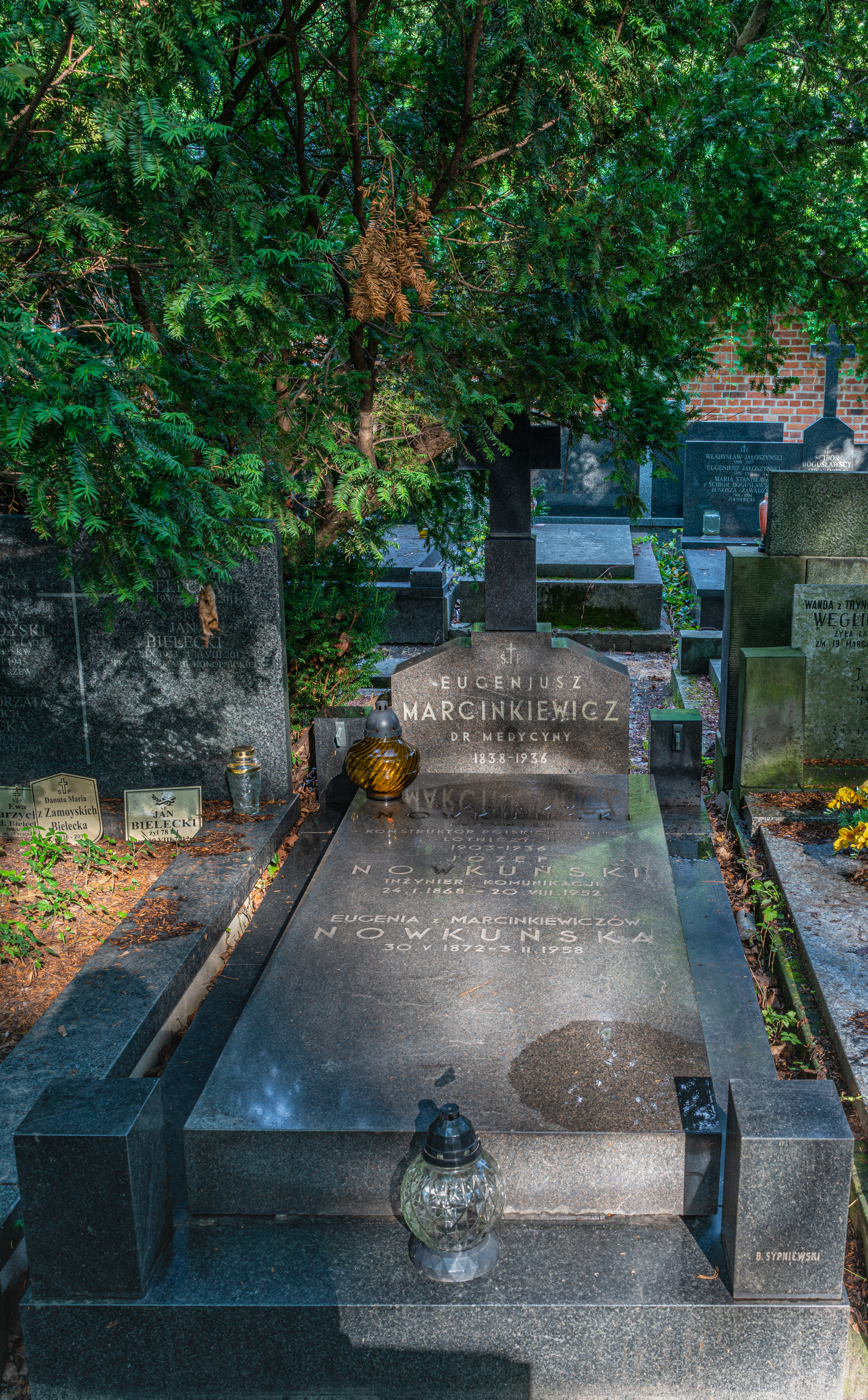
Grób Józefa Nowkuńskiego na cmentarzu Powązkowskim

Józef Nowkuński (ur. 24 stycznia 1868 w Kownie, zm. 20 sierpnia 1952 w Warszawie) – inżynier kolejowy, budowniczy linii kolejowych w Rosji i Polsce, m.in. magistrali węglowej Śląsk-Gdynia (1926–1933).

## Życiorys
Urodził się 24 stycznia 1868 roku w Kownie, w rodzinie szlacheckiej inżyniera Józefa Nowkuńskiego (starszego) i Teofilii ze Słońskich. W 1888 roku ukończył (ze złotym medalem) gimnazjum w Kownie. W latach 1888–1890 studiował na wydziale fizyko-matematycznym uniwersytetu w Petersburgu. Po wydaleniu przez władze carskie studia kontynuował na uniwersytecie kijowskim, gdzie w 1893 roku uzyskał tytuł kandydata nauk matematycznych. Następnie podjął studia w Instytucie Technologicznym w Petersburgu. Edukację zakończył w Instytucie Inżynierów Komunikacji w Petersburgu, w którym w 1897 roku uzyskał dyplom inżyniera komunikacji.
Po studiach kierował projektowaniem i budową kilku linii kolejowych na terenie Rosji. Pracował w Towarzystwie Moskiewsko-Windawo-Rybińskiej Kolei Żelaznej, od 1916 na stanowisku dyrektora zarządu budowy nowych linii. W latach 1912–1915 był zatrudniony na stanowisku kierownika Wydziału Technicznego Rady Zarządzającej Towarzystwa Kolei Ałtajskiej.
Po przyjeździe w 1923 roku do Polski podjął pracę w Towarzystwie Robót Kolejowych i Budowlanych „TOR” w Warszawie. Od 1925 roku kierował budową Kolei Państwowej Kalety-Podzamcze, dzięki czemu zwrócił na siebie uwagę ministra przemysłu Eugeniusza Kwiatkowskiego, który w 1928 roku powierzył mu budowę magistrali węglowej Śląsk-Gdynia. Od 1931 roku na stanowisku Dyrektora Budowy w Towarzystwie Francusko-Polskim realizował odcinki Bydgoszcz-Gdynia, Herby-Inowrocław oraz Częstochowa-Siemkowice.
W czasie wybuchu II wojny światowej przebywał w Bydgoszczy. Okupację niemiecką spędził w Warszawie biorąc udział w naukowych pracach konspiracyjnych z dziedziny kolejnictwa. Pracował także dorywczo w firmie „TOR”.
Po wyzwoleniu pracował kolejno w Radzie Technicznej, Radzie Komunikacyjnej, Departamencie Techniki i Instytucie Naukowobadawczym Kolejnictwa Ministerstwa Komunikacji.
Od 1899 roku był mężem Eugenii z Marcinkiewiczów (1872–1958). Mieli dwóch synów: Henryka (1900–1969) i Stanisława oraz córkę Eugenię (ur. 1901), która wyszła za dyplomatę Stanisława Łukaszewicza.
Zmarł 20 sierpnia 1952 roku w Warszawie na zawał serca. Został pochowany na cmentarzu Powązkowskim w Warszawie (kwatera 196-4-23).

## Ordery i odznaczenia
- Krzyż Komandorski Orderu Odrodzenia Polski (9 listopada 1926)[3]
- Złoty Krzyż Zasługi (dwukrotnie: 9 listopada 1931[4], 11 lipca 1948[5])

## Upamiętnienie
W 2003 roku Henryk Dąbrowski uruchomił na dworcu w Herbach Nowych salę tradycji Magistrali Węglowej im. inż. Józefa Nowkuńskiego, w której zebrał eksponaty związane z budową i eksploatacją magistrali. Dąbrowski napisał również z Markiem Moczulskim biografię Nowkuńskiego. W 2014 roku powstał komitet, przygotowujący budowę przed dworcem kolejowym w Tarnowskich Górach pomnika Nowkuńskiego. Pomnik został uroczyście odsłonięty rok później – 23 października 2015.